# Endocomia virella
Endocomia virella är en tvåhjärtbladig växtart som beskrevs av W.J.J.O. de Wilde. Endocomia virella ingår i släktet Endocomia och familjen Myristicaceae. Inga underarter finns listade i Catalogue of Life.